# 高松平和病院
高松平和病院（たかまつへいわびょういん）は、香川医療生活協同組合が香川県高松市に設置する病院である。

## 概要
第二次救急医療機関。NPO法人卒後臨床研修評価機構 認定証発行病院。
公益財団法人日本医療機能評価機構認定病院(病院評価結果（3回目）は3rdG:Ver.1.1(2018年6月1日認定、2023年6月15日まで有効))。社会福祉法に基づく無料定額診療事業を実施している。全日本民主医療機関連合会（民医連）に加盟している。

## 沿革
- 1949年(昭和24年) ₋ 「高松診療所」（無床）として開設
- 1951年(昭和26年) - 「高松平和病院」（28床）となる
- 1953年(昭和28年) - 全日本民主医療機関連合会に加盟
- 1966年(昭和41年) - 香川勤労者医療協会設立
- 1970年(昭和45年) - 88床に増床
- 1980年(昭和55年) - 組織変更し、香川医療生活協同組合設立
- 1984年(昭和59年) - 現在地に新築移転、163床に増
- 1998年(平成10年) - 病院東側増築リニューアル
- 2003年(平成15年) - 管理型臨床研修病院に指定
- 2004年(平成16年) - ISO9001認証取得
- 2011年(平成23年) - 緩和ケア病棟（21床）を開設

## 診療科
(この節の出典)
- 内科
- アレルギー科
- リウマチ科
- 小児科
- 心療内科
- 外科
- 乳腺外科
- 整形外科
- リハビリテーション科
- 呼吸器科
- 消化器科
- 循環器科
- 病理科
- 救急科
- 緩和ケア内科

## 医療機関の指定
(この節の出典)
- 保険医療機関
- 労災保険指定医療機関
- 公害医療機関
- 指定自立支援医療機関（精神通院医療）
- 臨床研修病院
- 身体障害者福祉法指定医の配置されている医療機関
- 肝疾患診療連携拠点病院
- 生活保護法指定医療機関
- 特定疾患治療研究事業委託医療機関
- 原子爆弾被害者一般疾病医療取扱医療機関
- 原子爆弾被害者医療指定医療機関
- 無料低額診療事業実施医療機関

## 差額ベッド料について
病院の理念により、差額ベッド料（個室料）を徴収していない。

## 交通アクセス
- JR高徳線「栗林駅」徒歩10分
- 琴電琴平線「栗林公園駅」徒歩10分

## 関連施設
- 高松協同病院 - 香川医療生活協同組合が高松市に設置する病院。

## 周辺施設
- 栗林公園
- 高松栗林郵便局
- 高松信用金庫栗林支店